# Gergely Jenő (jogász)
Gergely Jenő (Vízakna, 1913. november 8. – Kolozsvár, 1993. február 8.) jogász, jogi szakíró, közíró, egyetemi oktató.

## Életútja
Középiskolai tanulmányait a nagyenyedi Bethlen Gábor Kollégiumban (1930), jogi tanulmányait a kolozsvári egyetemen végezte (1937), itt szerzett doktorátust (1938). Törvényszéki bíró Besztercén, majd a büntetőjog előadótanára a Bolyai Tudományegyetemen (1949–59), közben bíró a kolozsvári törvényszéken, 1957-től a törvényszék alelnöke.
Tudományos közleményei a Justiţia Nouă, Legalitatea Populară, Revista Română de Drept hasábjain jelentek meg, népszerűsítő cikkeit a Korunk, Dolgozó Nő, Igazság, Előre közölte. Tanulmányai elsősorban az anyagi büntetőjog köréből valók, ezen belül főleg a huliganizmus és a közvagyon elleni bűncselekmények kérdéseit tárgyalta. Gyakran foglalkozott a bíróságok szervezési kérdéseivel, főként a népi ülnökök és a bíráskodási bizottságok (comisiile de judecată) működésével. Családjogi tanulmányai a házasság intézményének védelméről szóltak, ehhez a témakörhöz kapcsolódnak a fiatalkorúak bűnözését tárgyaló írásai. Foglalkoztatták alkotmányjogi kérdések és a szocialista törvényesség kérdései is. (A szocialista törvényesség sérthetetlensége. Előre, 1967. november 25.; A törvényesség – szocialista demokráciánk létértelme. Igazság, 1968. március 29.).

## Munkáiból
- A huligánság (Mócsy Lászlóval, Jogi Kis Könyvtár, Bukarest, 1957);
- Aplicarea dialecticii materialiste în drept (az Országos Ügyvédi Tanács kiadványa, 1957);
- Büntetőjog – Különös rész (egyetemi jegyzet, Kolozsvár, 1958).